# Volkswagen ID.7
De Volkswagen ID.7 is een volledig elektrische auto van de Duitse fabrikant Volkswagen, die sinds 2023 wordt geproduceerd. Het model wordt beschouwd als de elektrische opvolger van de Volkswagen Passat en de Volkswagen Arteon en valt in de hogere middenklasse.

## Ontwerp
De ID.7 is gebouwd op het modulaire MEB-platform van de Volkswagen Group. De auto is beschikbaar als vijfdeurs liftback en als stationwagen (Tourer). Het ontwerp is sterk gericht op aerodynamica om de actieradius te maximaliseren, met een luchtweerstandscoëfficiënt (Cw-waarde) van 0,23 voor de liftback.

## Specificaties
De ID.7 is leverbaar in verschillende uitvoeringen, waaronder de Pro, Pro S en de sportievere GTX met vierwielaandrijving.
| Model             | Accucapaciteit (netto) | Aandrijving | Vermogen | Koppel | 0-100 km/u | Topsnelheid | Actieradius (WLTP) | Verbruik (per 100 km) | Snelladen (DC) |
| ----------------- | ---------------------- | ----------- | -------- | ------ | ---------- | ----------- | ------------------ | --------------------- | -------------- |
| ID.7 Pro          | 77 kWh                 | Achter      | 210 kW   | 560 Nm | 6,6 s      | 180 km/u    | 621 km             | 14,0–16,1 kWh         | 175 kW         |
| ID.7 Pro S        | 86 kWh                 | Achter      | 210 kW   | 560 Nm | 6,7 s      | 180 km/u    | 707 km             | 13,6–16,2 kWh         | 200 kW         |
| ID.7 Tourer Pro   | 77 kWh                 | Achter      | 210 kW   | 560 Nm | 6,7 s      | 180 km/u    | 604 km             | 14,4–16,5 kWh         | 175 kW         |
| ID.7 Tourer Pro S | 86 kWh                 | Achter      | 210 kW   | 560 Nm | 6,8 s      | 180 km/u    | 684 km             | 14,0–16,6 kWh         | 200 kW         |
| ID.7 GTX          | 86 kWh                 | Vierwiel    | 250 kW   | 694 Nm | 5,5 s      | 180 km/u    | 592 km             | 16,2–18,4 kWh         | 200 kW         |

### Opladen
De ID.7 ondersteunt snelladen (DC). De variant met de 77 kWh-accu kan laden met een vermogen tot 175 kW, terwijl de 86 kWh-variant een laadvermogen tot 200 kW aankan. Hiermee kan de accu in circa 26-28 minuten van 10% naar 80% worden opgeladen. Voor thuisladen (AC) is een boordlader van 11 kW aanwezig. De ID.7 is tevens voorbereid op bidirectioneel laden, waardoor het mogelijk wordt om energie terug te leveren aan het huis (Vehicle-to-Home) of het elektriciteitsnet (Vehicle-to-Grid).

## Technologie en comfort
De ID.7 is uitgerust met diverse technologische innovaties en comfortfuncties:
- Augmented-reality- head-updisplay: Projecteert rij-informatie en navigatiepijlen direct in het blikveld van de bestuurder.
- Infotainmentsysteem: Een 38 cm (15-inch) aanraakscherm met de nieuwste generatie software, die ondersteuning biedt voor Apple CarPlay en Android Auto.
- Travel Assist met zwermdata: Een geavanceerd rijhulpsysteem dat gebruikmaakt van data van andere Volkswagen-voertuigen voor een betere rijbaanassistentie en anticiperende cruisecontrol.
- Park Assist Pro met geheugenfunctie: De auto kan een parkeermanoeuvre van maximaal 50 meter onthouden en deze zelfstandig uitvoeren.
- Ergo-Active stoelen: Optionele, elektrisch verstelbare stoelen met geavanceerde massageprogramma's en een automatische klimaatregeling die de temperatuur en vochtigheid detecteert.
- 'Smart Glass'-panoramadak: Een panoramadak dat met een druk op de knop elektronisch kan worden verduisterd of transparant gemaakt.

## Veiligheid
De Volkswagen ID.7 is uitgebreid getest door het Euro NCAP (European New Car Assessment Programme) en behaalde eind 2023 de maximale score van vijf sterren. De auto scoorde bijzonder hoog op de bescherming van volwassen inzittenden (95%), mede dankzij de stabiele passagierskooi en effectieve airbags.
De ID.7 is uitgerust met een breed scala aan standaard rijhulpsystemen, waaronder:
- Actieve motorkap: Een systeem dat bij een dreigende aanrijding met een voetganger de motorkap iets omhoog tilt om de impact te verzachten.
- Child Presence Detection: Een systeem dat waarschuwt als er na het afsluiten van de auto een kind of baby in de auto is achtergebleven.
- Exit Warning System: Waarschuwt de inzittenden voor naderend verkeer (zoals fietsers) bij het openen van de deuren.
- Car2X-technologie: Hiermee kan de auto communiceren met andere voertuigen en de verkeersinfrastructuur om vroegtijdig te waarschuwen voor lokale gevaren, zoals een file achter een bocht of een stilstaand voertuig.

## Software en connectiviteit
Net als andere modellen in de ID.-familie, ontvangt de ID.7 regelmatig "Over-the-Air" (OTA) software-updates. Hiermee worden functies verbeterd en nieuwe mogelijkheden toegevoegd zonder dat een bezoek aan de dealer nodig is.

### Integratie van ChatGPT
Begin 2024 kondigde Volkswagen aan dat het ChatGPT, een AI-chatbot, zou integreren in zijn IDA-spraakassistent. De ID.7 is een van de eerste modellen die deze functionaliteit ontvangt. Bestuurders kunnen hierdoor in natuurlijke taal vragen stellen die verder gaan dan de standaard voertuigbediening, zoals het opvragen van toeristische informatie, het laten voorlezen van onderzoeksresultaten of het bedienen van smarthome-apparaten.

### Wellness App
Een unieke softwarefunctie in de ID.7 is de "Wellness App". Deze app biedt voorgeprogrammeerde modi zoals "Fresh Up", "Calm Down" en "Power Break" die verschillende autofuncties combineren om het welzijn van de inzittenden te beïnvloeden. Afhankelijk van de gekozen modus past de auto de sfeerverlichting, het geluidssysteem (met speciale composities), de klimaatregeling en de massagefunctie van de stoelen aan.

## Productie
De Volkswagen ID.7 wordt geproduceerd in de Volkswagen-fabriek in Emden, Duitsland. Deze fabriek is specifiek omgebouwd voor de productie van elektrische voertuigen op het MEB-platform. De productie van de ID.7 en andere ID.-modellen in Emden maakt deel uit van de strategie van Volkswagen om de fabriek volledig CO₂-neutraal te laten opereren.

## Galerij

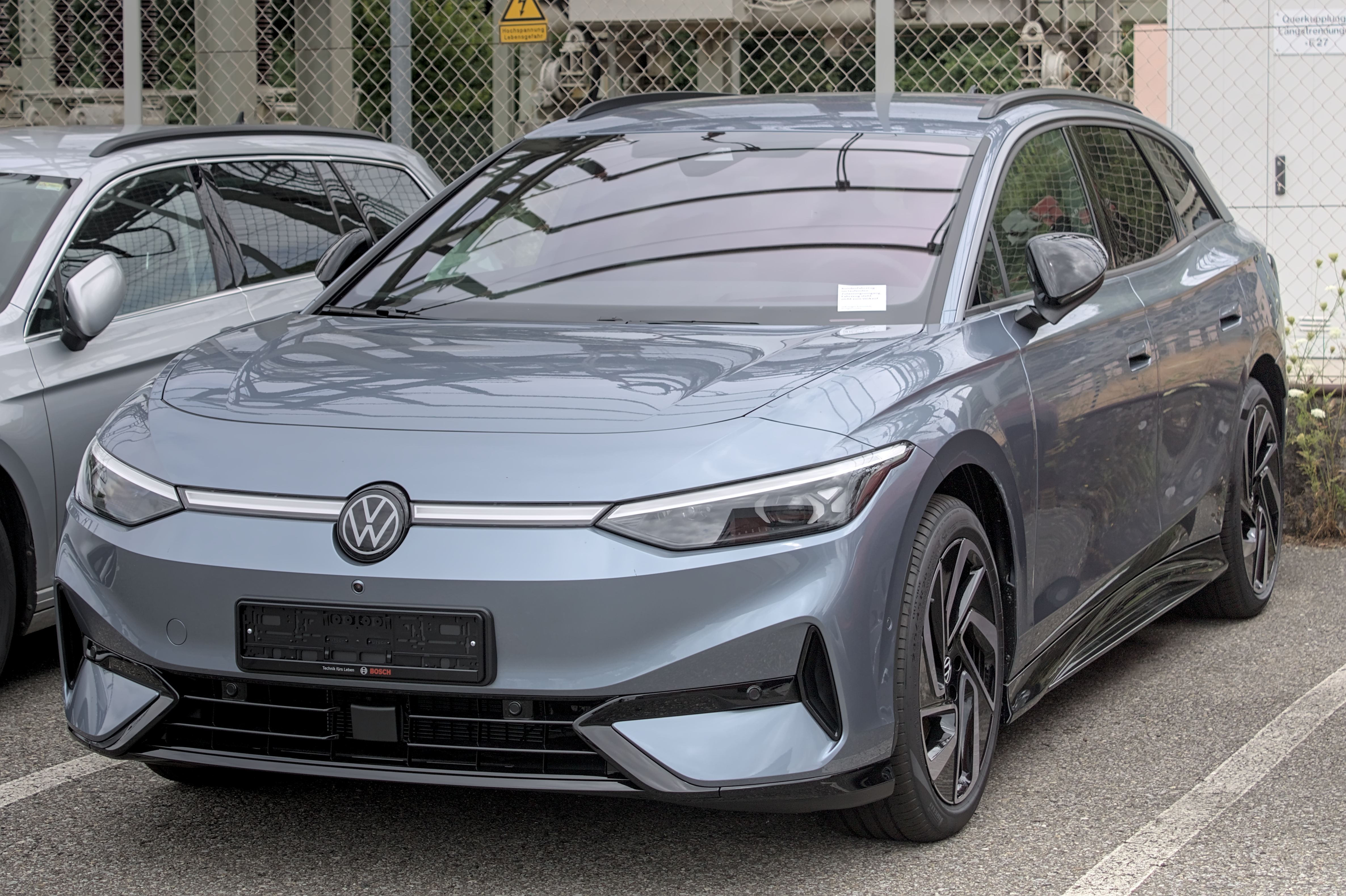
ID.7 Tourer (voorkant)
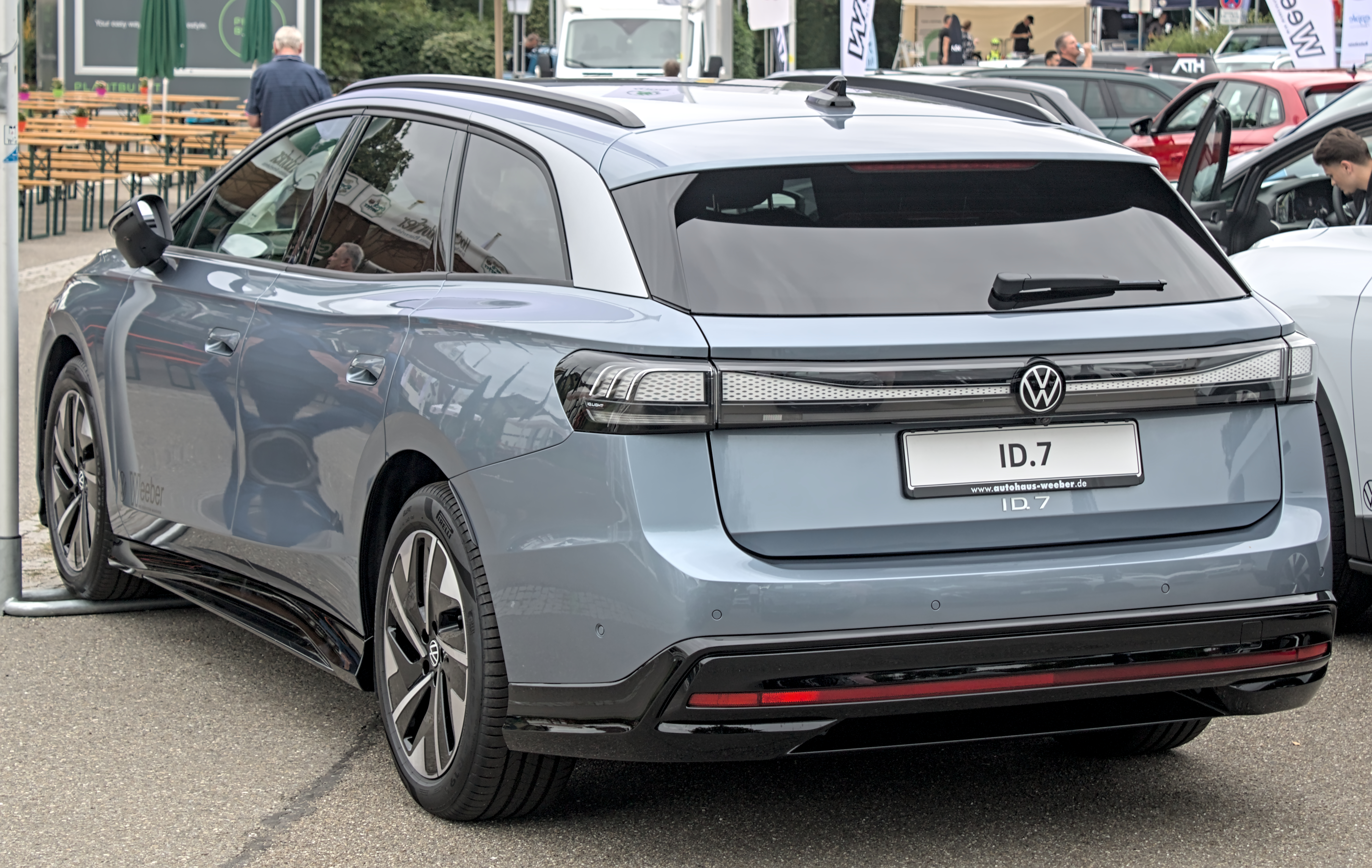
ID.7 Tourer (achterkant)
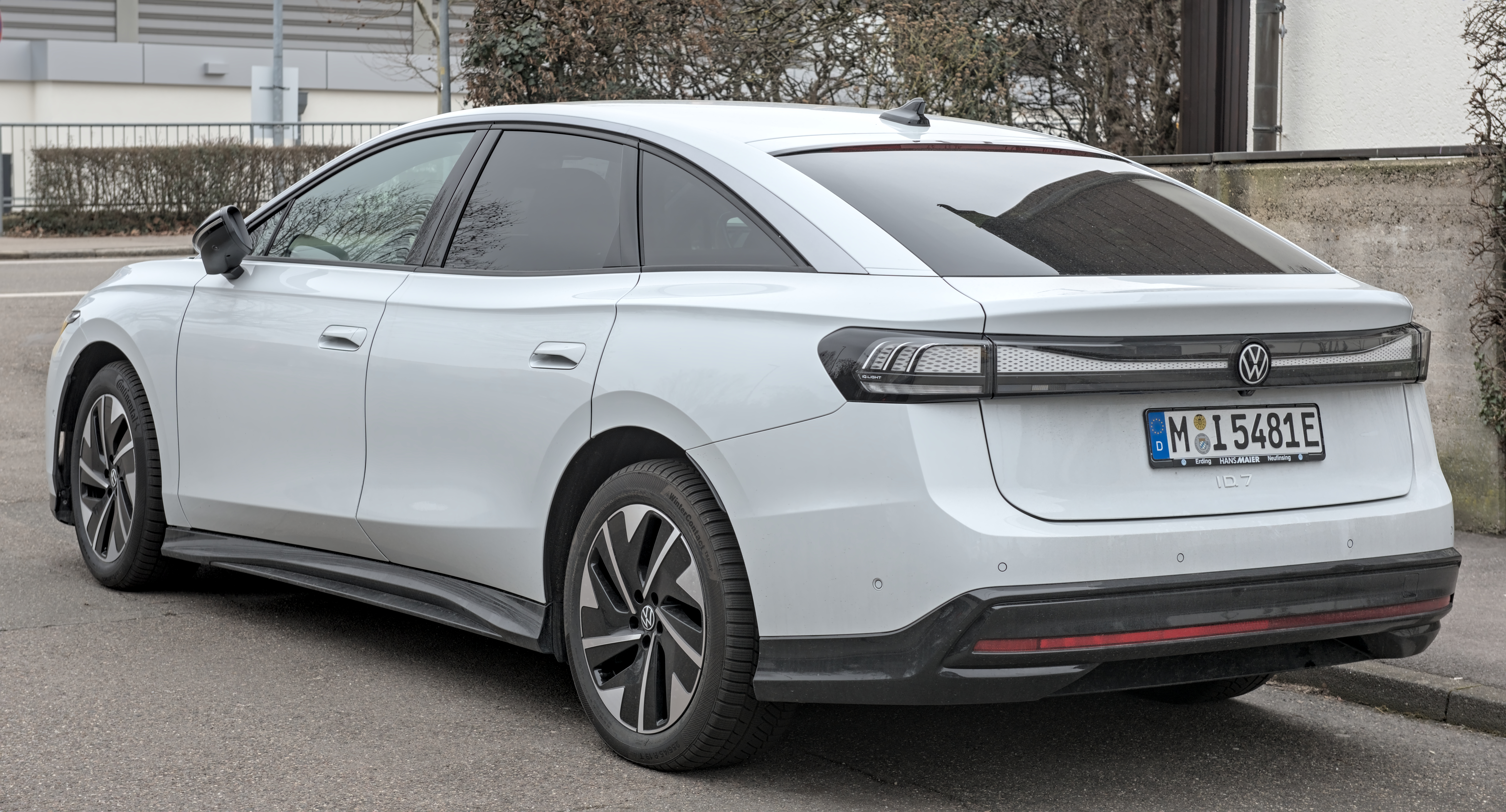
ID.7 (sedan)
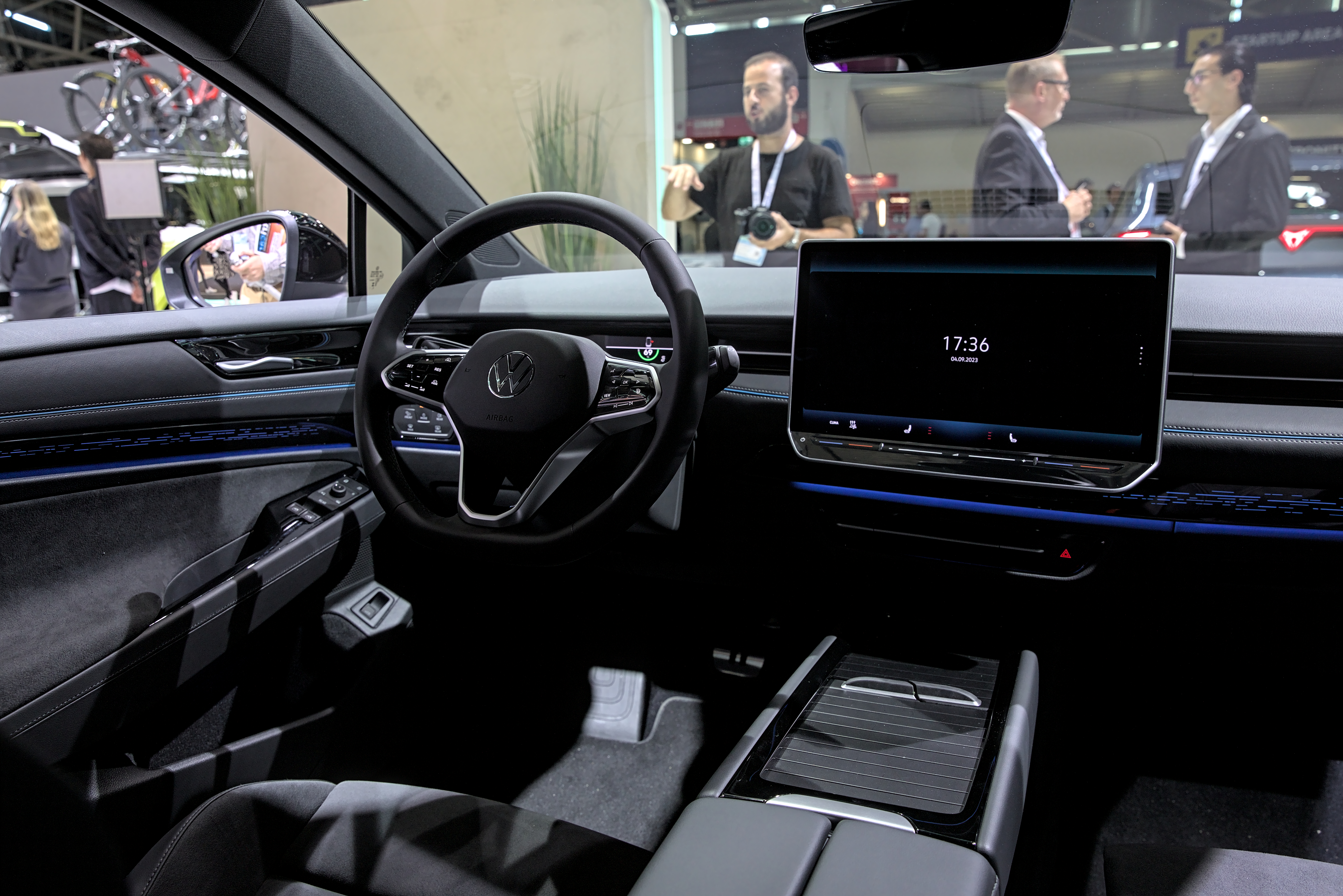
Interieur